# Центральний науково-дослідний інститут Збройних Сил України
Центра́льний науко́во-до́слідний інститу́т Збро́йних Сил Украї́ни — головна науково-дослідна установа Збройних сил України з питань дослідження проблем будівництва, розвитку, застосування Збройних сил України та управління ними, розвитку оперативного мистецтва видів Збройних сил України і тактики родів військ (спеціальних військ), їх оперативного, матеріально-технічного забезпечення.

## Історія

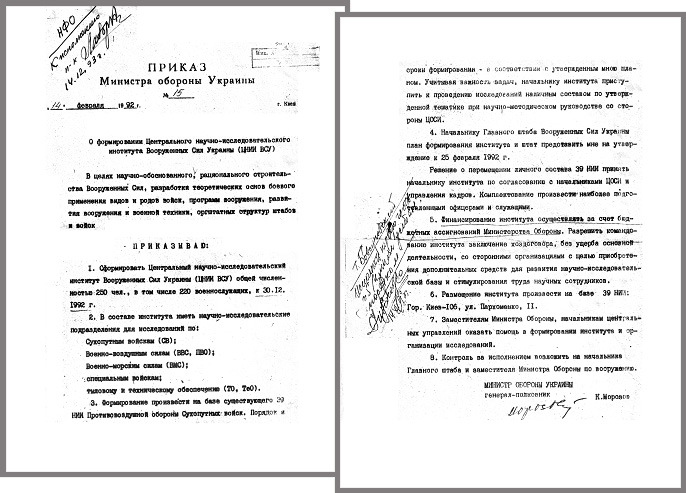
Наказ МО України № 15 про створення ЦНДІ ЗСУ.

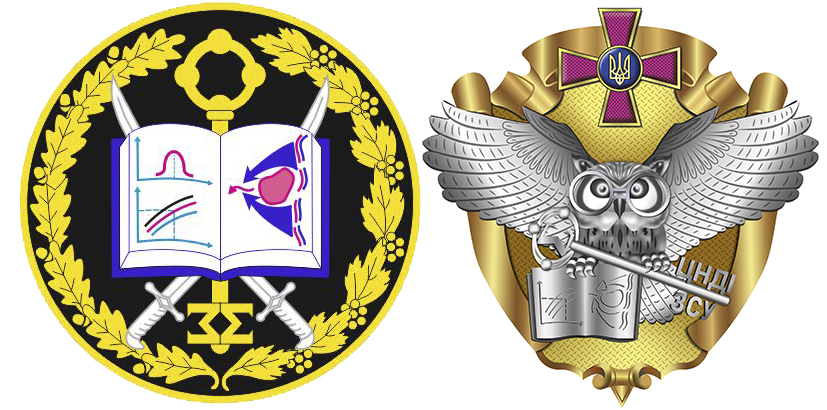
Емблема та нагрудний знак ЦНДІ ЗС України.

14 лютого 1992 року згідно з наказом Міністра оборони України № 15 на базі 39-го науково-дослідного інституту Протиповітряної оборони Сухопутних військ ЗС СРСР створено Центральний науково-дослідний інститут Міністерства оборони України (далі — Інститут).
На той час це була єдина в Україні військова науково-дослідна установа, що мала 20-річний досвід проведення наукових досліджень, розвинену методологічну базу, широке коло наукових зв'язків і найвищий рівень наукового потенціалу, більшість науковців, які бажали служити Україні.
23 квітня 1998 року Кабінет Міністрів України постановою № 550 затвердив статус Інституту як провідної науково-дослідної установи Збройних сил України та затвердив його нинішню назву. Відтоді основні зусилля Інститут зосереджував на вирішенні наукових проблем будівництва та розвитку Збройних сил України, форм і способів їх підготовки та застосування, розвитку теорії управління та шляхів розвитку систем управління військами, оперативного та матеріально-технічного забезпечення.
Матеріали досліджень Інституту викладено у більш ніж 900 звітах про виконання науково-дослідних та дослідно-конструкторських робіт.
Результати досліджень Інституту враховано в законах України в оборонній сфері: Про національну безпеку України, Про оборону України, Про Збройні Сили України.
Фахівцями Інституту безпосередньо розроблено: постанови Кабінету Міністрів України щодо непорушних запасів, про порядок підготовки території держави до оборони; накази Міністерства оборони України щодо правил техногенної безпеки у сфері цивільного захисту на об'єктах Міністерства оборони України.
Результати досліджень є фундаментом Стратегії воєнної безпеки України, указів Президента України, що регламентують діяльність Збройних сил України, а також Положення про Міністерство оборони України та Генеральний штаб ЗС України, Державних програм розвитку ЗС України, Стратегічного оборонного бюлетеня, Концепції розвитку Сектора безпеки і оборони України; пропозицій до проєктів доктрини «Комплексна розвідка, спостереження та дорозвідка», доктрини з комплексного вогневого ураження противника, доктрини стабілізаційних операцій, доктрини з організації планування оборонних ресурсів у ЗС України.
Місце розташування Інституту — м. Київ, Повітрофлотський проспект, 28б. До 2007 року Інститут дислокувався у будинку по вулиці Дегтярівській 11 В, який належить до комплексу споруд колишніх Луцьких казарм. До революції в цій будівлі містився 165-й піхотний Луцький полк. У подальшому (1917-18 рр.) в казармах дислокувались частини й підрозділи колишньої царської армії, які присягнули на вірність Українській Народній Республіці, а також загони Січових Стрільців. До 1960 року в будинку дислокувалась 5-та мотострілецька дивізія. З 1960 по 1972 рік — гуртожиток слухачів Київського вищого артилерійського інженерного училища ім. С. М. Кірова. З 1972 року розміщувався 39-й науково-дослідний інститут військ Протиповітряної оборони Сухопутних військ.

## Наукова та науково-технічна діяльність
Діяльність інституту спрямована на вирішення наукових проблем за напрямами:
- будівництво Збройних Сил;
- форми і способи підготовки та застосування Збройних Сил;
- розвиток теорії управління Збройними Силами та шляхи розвитку систем управління військами;
- розвитку оперативного мистецтва видів Збройних Сил України і тактики родів військ (спеціальних військ);
- оперативне та матеріально-технічне забезпечення Збройних Сил.

В Інституті здійснюється активна підготовка наукових кадрів вищої кваліфікації. Щорічно проводиться набір у докторантуру та ад'юнктуру. За період функціонування спеціалізованих вчених рад підготовлено 31 доктора та 153 кандидатів наук (докторів філософії). Завдяки цьому протягом багатьох років зміцнюється потенціал Інституту науковцями найвищої кваліфікації. Нині в установі працюють 26 докторів і 71 кандидат наук (доктор філософії).
За час існування налагоджена тісна співпраця з Національним університетом оборони України імені Івана Черняховського, науково-дослідними установами Збройних Сил України, конструкторським бюро оборонно-проєктного комплексу та іншими установами міністерств і відомств. Позитивні результати має постійна взаємодія з командуванням видів (родів) Збройних Сил України, управліннями Генерального штабу Збройних Сил України та апаратом Головнокомандувача Збройних Сил України.
Науковці Інституту постійно беруть участь у проведенні заходів по забезпеченню національної безпеки і оборони, відсічі і стриманні збройної агресії РФ у Донецькій та Луганській областях.

## Керівний склад
- Директор інституту генерал-лейтенант Романченко Ігор Сергійович (2005 — по т.ч.), лауреат Державної премії України в галузі науки і техніки, заслужений діяч науки і техніки України, доктор військових наук, професор
- Заступник начальника інституту з наукової роботи полковник Кравець Олег Петрович, кандидат військових наук, старший науковий співробітник
- Заступник начальника інституту полковник Бутенко Руслан Валерійович
- Заступник начальника інституту з морально-психологічного забезпечення полковник Вонітовий Любомир Ярославович

## Начальники
1. Генерал-майор Лосєв Іван Федорович(з 1992 р. по 1993 р.)[6]
2. Генерал-майор Прокоф'єв Юрій Михайлович (з 1994 р. по 1996 р.)[7]
3. Генерал-майор Ковтуненко Олексій Петрович (з 1996 р. по 1997 р.)[8]
4. Генерал-лейтенант Телелим Василь Максимович (з 1997 р. по 2001 р.)[9]
5. Генерал-майор Іващенко Григорій Іванович (з 2001 р. по 2005 р.)[10]
6. Генерал-лейтенант Романченко Ігор Сергійович (з 2005 р. і понині)[11]

## Наукові школи
В Центральному науково-дослідному інституті ЗС України створені та функціонують наукові школи.
Наукова школа розвитку теорії і методології будівництва, застосування Збройних Сил України та управління ними
Науковий керівник Романченко Ігор Сергійович, лауреат Державної премії України в галузі науки і техніки, заслужений діяч науки і техніки України, доктор військових наук, професор.
Напрями наукових досліджень:

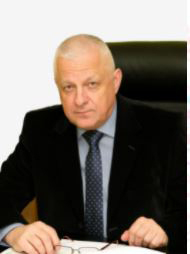
Романченко Ігор Сергійович

- Визначення закономірностей та принципів будівництва і підготовки Збройних Сил України до оборони країни, впровадження їх у практику діяльності ЗС України.
- Розроблення методів обґрунтування обрису, завдань, раціонального складу Збройних Сил та їх організаційної структури.
- Визначення закономірностей та основ екологічного моніторингу застосування військ та їх повсякденної діяльності.

Ігор Сергійович підготував вісім докторів наук та двадцять кандидатів наук. Опублікував більше 280 наукових праць, із них 22 винаходи, 36 монографій, 10 наукових та методичних посібників і підручників.
Голова докторської спеціалізованої вченої ради Центрального науково-дослідного інституту Збройних Сил України.
На цей момент є науковим консультантом двох здобувачів наукового ступеня доктора наук.
Наукова школа розвитку теорії і методів досліджень матеріально-технічного забезпечення Збройних Сил України
Науковий керівник Шуєнкін Володимир Олександрович, заслужений діяч науки і техніки України, доктор технічних наук, професор, отримує державну стипендію видатних діячів науки.
Напрями наукових досліджень:

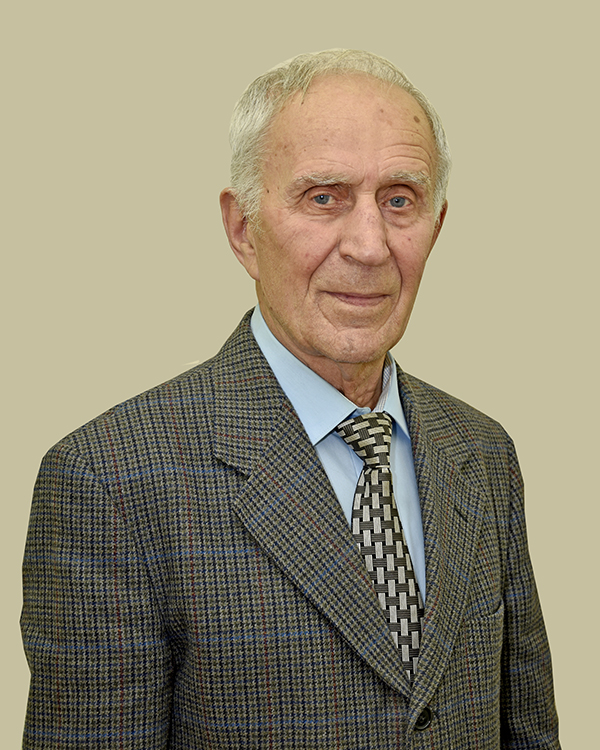
Шуєнкін Володимир Олександрович

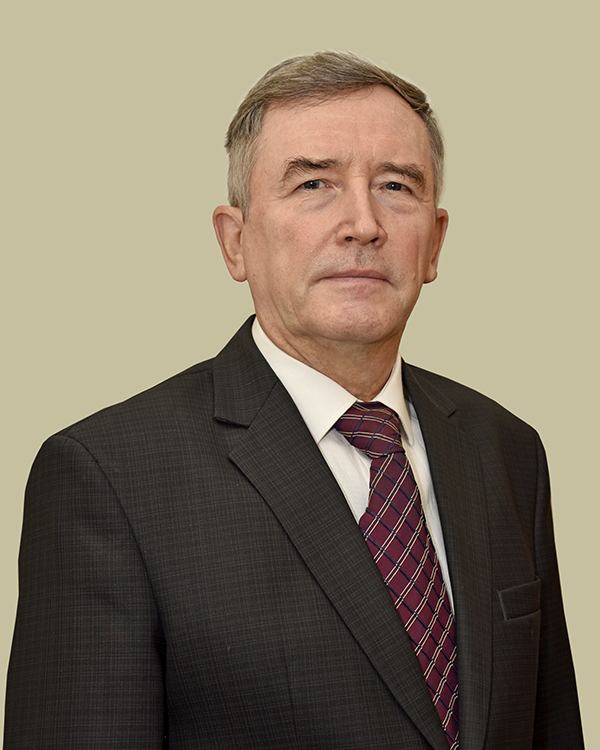
Котляров Володимир Петрович

- Розроблення та впровадження у практику наукових досліджень і навчальний процес методології створення системи матеріально-технічного забезпечення військ (сил).
- Визначення закономірностей розвитку системи матеріально-технічного забезпечення військ (сил).
- Розроблення методів оцінювання стану системи матеріально-технічного забезпечення Збройних Сил України.

Володимир Олександрович підготував п'ять докторів наук та дванадцять кандидатів наук. Опублікував більше 180 наукових праць, із них 65 винаходів, 5 монографій, 2 підручники.
Заступник Голови докторської та Голова кандидатської спеціалізованої вченої ради Центрального науково-дослідного інституту Збройних Сил України.
Наукова школа розвитку теорії і методології будівництва і застосування Повітряних Сил Збройних Сил України
Науковий керівник Котляров Володимир Петрович, доктор технічних наук, професор.
Напрями наукових досліджень:
- Розроблення та впровадження у практику наукових досліджень методології будівництва і застосування Повітряних Сил Збройних Сил України.
- Розроблення методів військової кібернетики в галузі фундаментальної теорії оптимального управління для класу нелінійних нестаціонарних систем диференціальних рівнянь.
- Розвиток методів математичного моделювання з формуванням нового наукового напрямку теоретичного узагальнення просторового руху бойових літальних апаратів на великих закритих кутах атаки.

Володимир Петрович підготував доктора наук та чотирьох кандидатів наук. Опублікував більше 150 наукових праць, із них 2 монографії.
Заступник голови кандидатської спеціалізованої вченої ради та член докторської спеціалізованої ради Центрального науково-дослідного інституту Збройних Сил України, член докторської спеціалізованої ради Центрального науково-дослідного тінституту озброєння та військової техніки Збройних Сил України.
Нині є науковим керівником одного здобувача наукового ступеня кандидата наук.
Наукова школа розвитку теорії і методології досліджень проблем воєнної безпеки
Науковий керівник Богданович Володимир Юрійович, заслужений діяч науки і техніки України, доктор технічних наук, професор.
Напрями наукових досліджень:

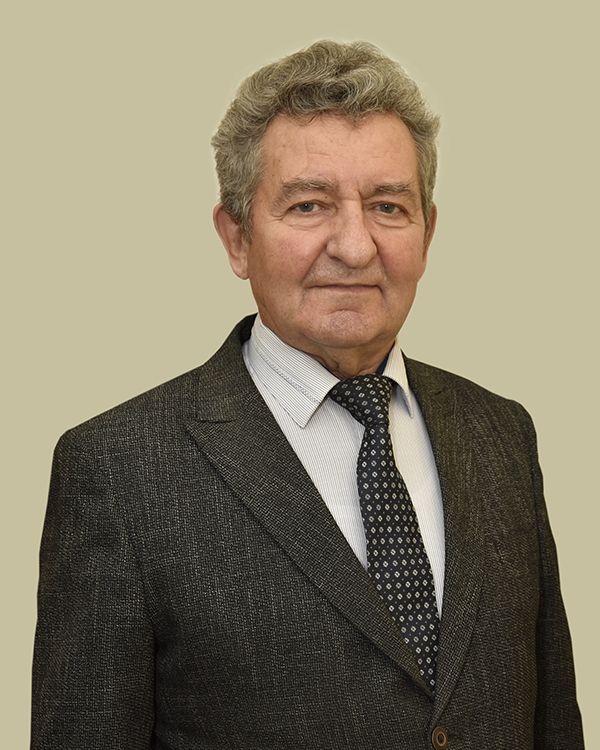
Богданович Володимир Юрійович

- Розроблення теорії захисту національних інтересів держави від воєнних загроз та її впровадження у практику діяльності сил оборони.
- Розроблення методів обґрунтування заходів із забезпечення воєнної безпеки держави.
- Розроблення методів прогнозування та оцінювання рівня загроз безпеці держави у воєнній сфері.

Володимир Юрійович підготував трьох докторів наук та шістнадцять кандидатів наук. Опублікував 466 наукових праць, із них 33 винаходи, 19 монографій, 2 підручники та 15 свідоцтв про реєстрацію авторського права на науковий твір.
Член експертної ради Міністерства освіти і науки України з національної безпеки, спеціальних проблем оборони та оборонно-промислового комплексу.
Член докторської спеціалізованої вченої ради Центрального науково-дослідного інституту Збройних Сил України, член кандидатської спеціалізованої вченої ради Науково-дослідного інституту Головного управління розвідки.
Наукова школа розвитку методів моделювання та синтезу просторово-розподілених систем логістики та забезпечення
Науковий керівник Хазанович Олександр Ізраїльович, доктор технічних наук, професор.
Напрями наукових досліджень:

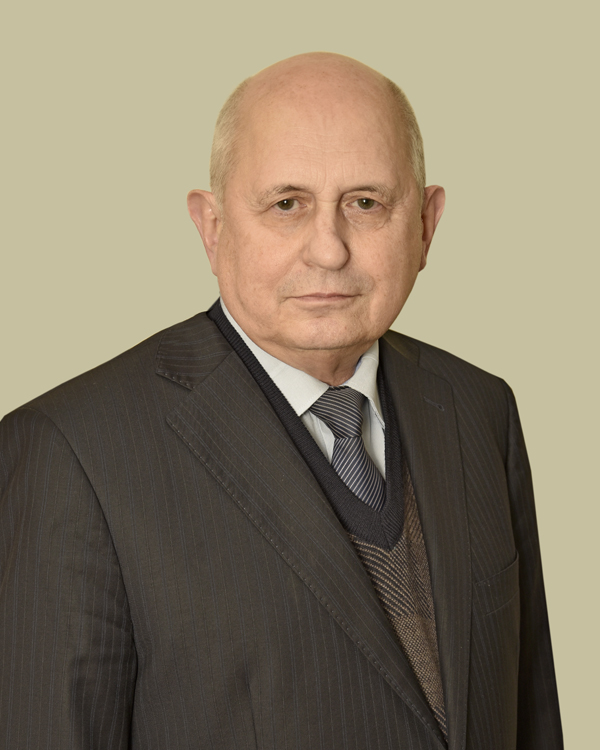
Хазанович Олександр Ізраїльович

- Розвиток методів моделювання та синтезу системи логістики та її складових.
- Розроблення теорії просторово-розподілених систем забезпечення.
- Розроблення логістичного диференціального рівняння у частинних похідних, його розв'язок та застосування.

Олександр Ізраїльович підготував доктора наук та чотирьох кандидатів наук. Є автором більш ніж 130 наукових праць, із них 3 монографії, 2 підручники, 3 винаходи.
Член докторської, кандидатської спеціалізованих вчених рад Центрального науково-дослідного інституту Збройних Сил України та член докторської спеціалізованої вченої ради (з технічних наук) Національного університету оборони України імені Івана Черняховського.
Наукова школа розвитку теорії та методології аналізу й синтезу системи кадрового менеджменту у воєнній сфері
Науковий керівник Гусак Юрій Аркадійович, лауреат премії Кабінету Міністрів України за розроблення і впровадження інноваційних технологій, доктор військових наук, професор.
Напрями наукових досліджень:

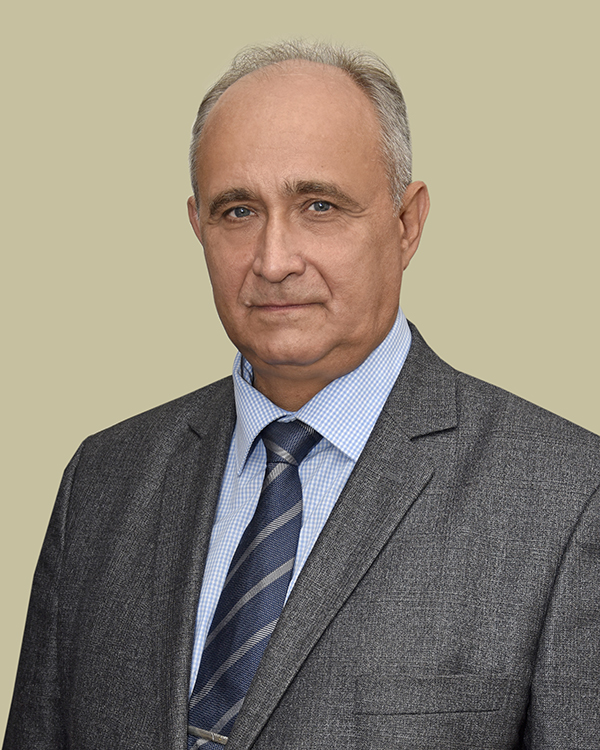
Гусак Юрій Аркадійович

- Розвиток теорії аналізу та синтезу системи комплектування Збройних Сил України особовим складом.
- Розвиток теорії аналізу та синтезу системи кадрових органів Збройних Сил України.
- Розвиток теорії електродинамічного прискорення твердих тіл.

Юрій Аркадійович підготував доктора наук та чотирьох кандидатів наук. Опублікував більше 160 наукових праць, із них 16 винаходів, 3 монографії.
Член двох докторських спеціалізованих вчених рад у Центральному науково-дослідному інституті Збройних Сил України та Національному університеті оборони України імені Івана Черняховського.
Нині є науковим консультантом здобувача наукового ступеня доктора наук.

## Наукові видання
У періодичному науковому виданні «Збірних наукових праць Центрального науково-дослідного інституту Збройних Сил України» публікуються статті, присвячені результатам досліджень з ряду військово-теоретичних та військово-спеціальних проблем, з питань воєнної безпеки, розвитку Збройних Сил України та тенденцій розвитку форм і способів застосування та всебічного забезпечення військ (сил).
Збірник наукових праць Інституту входить до переліку наукових фахових видань України, в яких можуть публікуватися результати дисертаційних робіт на здобуття наукових ступенів доктора і кандидата наук, відповідно до Постанови ВАК України від 16 грудня 2009 року № 7-08/6-з.